# Union Station (metropolitana di Washington)
Union Station è una stazione della metropolitana di Washington, situata sulla linea rossa. Si trova sotto l'omonima stazione ferroviaria, ed è la stazione più trafficata della rete, con oltre 30000 passeggeri giornalieri.
È stata inaugurata il 27 marzo 1976, contestualmente all'apertura del primo tratto della linea.
La stazione è servita da autobus del sistema Metrobus (anch'esso gestito dalla WMATA), dal DC Circulator e da autobus della Maryland Transit Administration, della Loudoun County Transit e della Potomac and Rappahannock Transportation Commission.